# Groß Stanisch
Groß Stanisch (polnisch Staniszcze Wielkie, 1936–45 Groß Zeidel) ist eine Ortschaft in Oberschlesien. Der Ort liegt in der Stadt-und-Land-Gemeinde Colonnowska im Powiat Strzelecki in der Woiwodschaft Oppeln.

## Geographie

### Geographische Lage
Der Ort Groß Stanisch liegt zwei Kilometer südwestlich vom Gemeindesitz Colonnowska, etwa 24 Kilometer nördlich von der Kreisstadt Strzelce Opolskie (Groß Strehlitz) und 43 Kilometer östlich von der Woiwodschaftshauptstadt Opole (Oppeln). Der Ort liegt in der Nizina Śląska (Schlesischen Tiefebene) innerhalb der Równina Opolska (Oppelner Ebene).
Die Stadt liegt am linken Ufer der Malapane, einem rechten Zufluss der Oder. Südlich des Ortes liegen weitläufige Waldgebiete. Groß Stanisch besaß südlich des Ortskerns einen Bahnhof an der stillgelegten Bahnstrecke Kędzierzyn-Koźle–Kluczbork. 

### Ortsteile
Ortsteile von Groß Stanisch sind Kowalowskie (Schmiedewerk) und Jaźwina (Försterei Dachsfelden).

### Nachbarorte
Nachbarorte von Groß Stanisch sind im Westen Klein Stanisch (Staniszcze Małe) und im Norden der zu Colonnowska gehörende Ort Fosowskie (Vosswalde).

## Geschichte

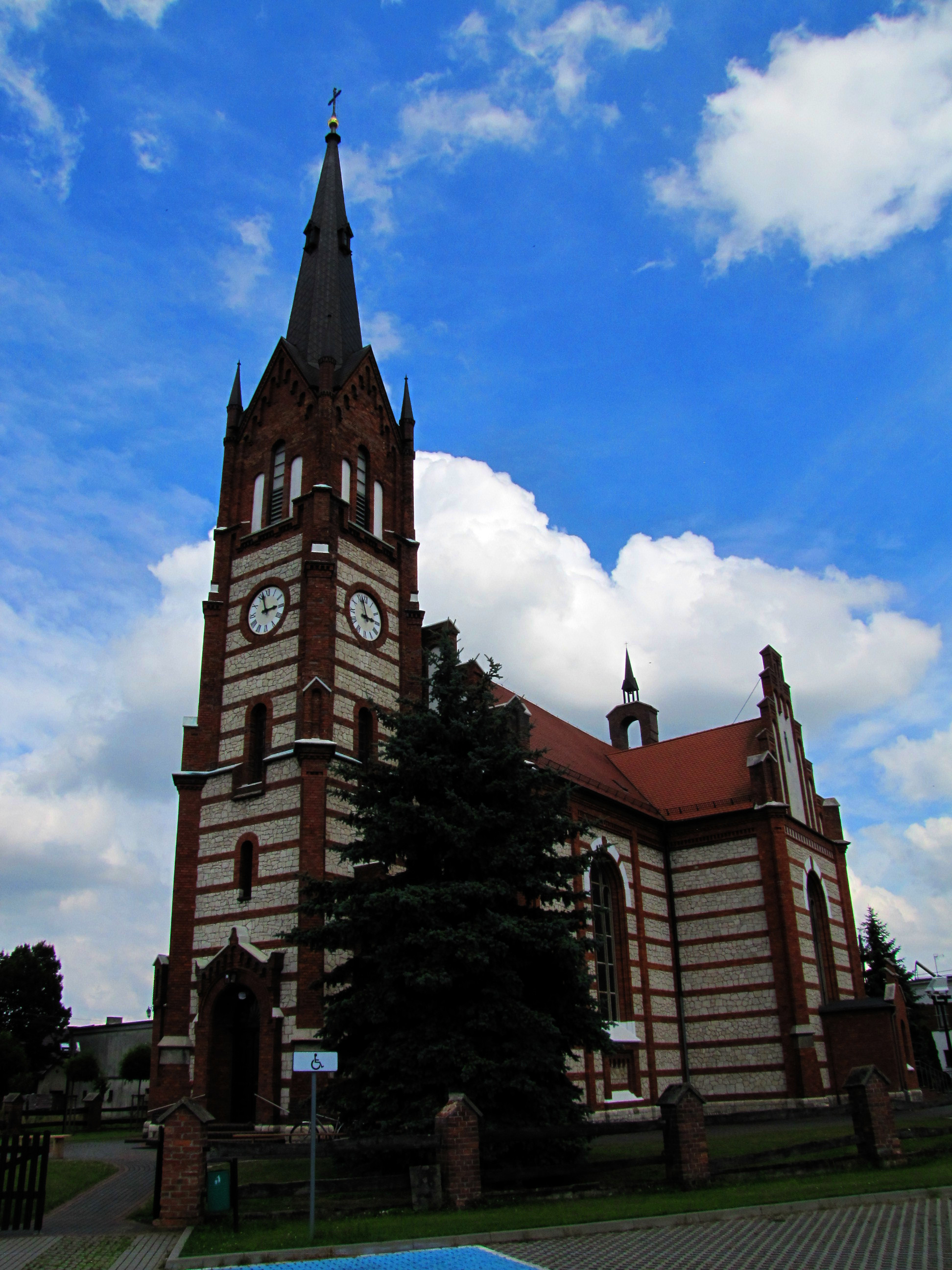
Kirche St. Karl Borromäus

Die Ortschaft wurde erstmals um 1300 erwähnt. 1534 wurde der Ort als Stanisz erwähnt.
1800 wurde im Ort eine katholische Schule eingerichtet. Nach der Neuorganisation der Provinz Schlesien gehörte die Landgemeinde Groß Stanisch ab 1816 zum Landkreis Groß Strehlitz im Regierungsbezirk Oppeln. 1845 bestanden in Ort ein Vorwerk, eine Oberförsterei, eine katholische Kirche, eine katholische Schule, zwei Wassermühlen sowie 99 Häuser. Im gleichen Jahr zählte Groß Stanisch 672 Einwohner, davon 5 evangelisch und 15 jüdisch. 1861 zählte das Dorf 699 Einwohner. 1874 wurde der Amtsbezirk Colonowska gegründet, welcher die Landgemeinden Bendawitz, Bernhardshütte, Bronder Mühle, Brzinitzka, Colonowska, Drzymalla, Gräflich Carmerau, Groß Stanisch, Klein Stanisch, Kowolewska, Malapartus, Mischline, Rogolowietz, Vossowska Bahnhof, Vossowska Hütte und Wysranietz Weiler und die Gutsbezirke Cunten und der Kolonie Harraschowska umfasste. Zeischen 1883 und 1884 wurde die katholische Dorfkirche errichtet.
Bei der Volksabstimmung am 20. März 1921 stimmten 167 Einwohner für Deutschland und 400 für Polen. Im Gutsbezirk Groß Stanisch stimmten 32 Einwohner für Deutschland und 100 für Polen. Groß Stanisch verblieb nach 1922 in der Weimarer Republik. 1933 lebten in Groß Stanisch 1276 Einwohner. Ab 1933 führten die neuen nationalsozialistischen Machthabern groß angelegte Umbenennungen von Ortsnamen slawischen Ursprungs durch. Am 3. Juli 1936 wurde der Ort in Groß Zeidel umbenannt. 1939 lebten in Groß Zeidel 1355 Einwohner. Bis 1945 befand sich der Ort im Landkreis Groß Strehlitz.
1945 kam der Ort unter polnische Verwaltung und wurde in Staniszcze Wielkie umbenannt. Der Ort wurde Sitz der Landgemeinde Staniszcze Wielkie (1945–1950). 1950 kam der Ort zur Woiwodschaft Oppeln und der Sitz der Gemeinde wurde in die heutige Stadt Colonnowska verlegt. 1999 kam der Ort zum wiedergegründeten Powiat Strzelecki. 2006 hatte Groß Stanisch 1169 Einwohner. Im November 2008 erhielt der Ort den zusätzlichen amtlichen deutschen Ortsnamen Groß Stanisch.

## Sehenswürdigkeiten
- Die römisch-katholische Kirche St. Karl Borromäus (poln. Kościół św. Karola Boromeusza) wurde zwischen 1883 und 1884 im neogotischen Stil errichtet.
- Steinernes Wegekreuz